# Albias

Albias este o comună în departamentul Tarn-et-Garonne din sudul Franței. În 2009 avea o populație de 2.855 de locuitori.

## Evoluția populației
| An        | 1975  | 1982  | 1990  | 1999  | 2006  | 2009  |
| --------- | ----- | ----- | ----- | ----- | ----- | ----- |
| Populație | 1.888 | 2.091 | 2.313 | 2.338 | 2.573 | 2.855 |